# Et liv
Et liv er en dansk kortfilm fra 2014 med instruktion og manuskript af Stine Eilertzen.

## Handling
Denne artikel mangler et handlingsreferat. Hjælp os med at skrive det.

## Medvirkende
- Thomas Biehl, Flemming
- Helle Halsboe, Dorthe
- Michel Hald Jensen, Mette
- Kaja Kamuk, Lise